# Associazione Italiana della Rosa
L'Associazione italiana della Rosa (AIR) è un'associazione il cui scopo è quello di estendere la diffusione della rosa e la sua coltivazione, sia in Italia sia all'estero.

## Storia
L'AIR fu fondata da Niso Fumagalli e dalla moglie Ester Boschetti Fumagalli nel 1963. Scopo dell'associazione, come citato nell'art. 3 del suo statuto, è : "... di diffondere la conoscenza delle rose, della loro coltivazione e di incoraggiare, migliorare ed estendere la coltivazione della rosa a mezzo di esperimentazioni, esposizioni, pubblicazioni, concorsi ed altre attività per l'esclusivo perseguimento di finalità di solidarietà sociale".
Niso Fumagalli ne fu il presidente sino al 1990, anno della sua morte. Successivamente la presidenza fu affidata alla moglie Ester Boschetti Fumagalli che con lui aveva collaborato alla creazione dell'associazione. Con il passare degli anni la signora Fumagalli ha mantenuto la presidenza onoraria e l'attuale presidente è il figlio Silvano Fumagalli.
L'Associazione Italiana della Rosa è l'unica associazione che rappresenta l'Italia nell'ambito della World Federation of Rose Societies. Citata in numerosi libri relativi alla coltivazione della rosa, la sua reputazione non ha fatto altro che crescere negli anni, non solo in Italia ma anche all'estero. Questa reputazione è legata anche alla qualità del concorso che si tiene annualmente a maggio presso il "Roseto Niso Fumagalli" nel giardino del Serrone degli aranci della Villa Reale di Monza. Nel settore si considera che: " I concorsi più famosi dedicati alla rosa in Italia sono quelli di Roma, Monza e Genova".

## Il concorso
Il primo concorso organizzato dall'associazione ebbe luogo nel 1965. Oltre ai premi per "La rosa dell'anno" nelle diverse categorie: Hybrid Tea, Floribunda, e Shrub, Climber, Ground Cover, Miniature, esiste un premio speciale per "La Rosa Profumata".
La prima madrina del concorso fu Carla Fracci nel 1969, nel 1970 partecipò la Principessa Grace e nel 1991 il Premio Nobel Rita Levi-Montalcini.